# Феодосий (Шибалич)
Митрополит Феодо́сий (серб. Митрополит Теодосије, в миру Жи́вко Ши́балич, серб. Живко Шибалић; 29 июня 1963, Чачак) — епископ Сербской православной церкви, с 18 ноября 2010 года — митрополит (до 28 мая 2024 года — епископ) Рашско-Призренской епархией; исполняющий обязанности ректора Призренской духовной семинарии.

## Биография
Родился 29 июня 1963 года в Чачаке в семье Милана и Биляны (урождённой Йович; впоследствии она приняла монашество с именем Марфа).
Окончил начальную в Горни и среднюю школу в Ужице, поступил на Богословский факультет Сербской православной церкви в Белграде.

### Монах и священник
6 января 1987 года принят послушником в Монастырь Црна-Река, где жил под духовным руководством игумена Артемия (Радосавлевича).
21 ноября 1989 года в Монастыре Црна Река, на его престольный праздник, был пострижен в монашество с именем Феодосий в честь преподобного Феодосия Великого.
На светлую Среду 1990 года в кафедральном соборном храме великомученика Георгия в Призрене епископом Рашко-Призренским Павлом (Стойчевич) был рукоположен в сан иеродиакона.
С мая 1991 по март 1992 года нёс послушание при Епархиальной резиденции в Призрене в должности диакона и водителя епископа Артемия (Радослвлевича), сменившего епископа на Рашско-Призренской кафедре епископа Павла, который был избран Патриархом Сербским.
15 февраля 1992 года на праздник Сретения Господня был рукоположён в сан иеромонаха епископом Рашко-Призренским Артемием (Радосавлевичем).
В марте 1992 года по благословению архиерея вместе с несколькими монахами из Монастыря Црна Река переселился в Монастырь Высокие Дечаны, настоятелем которого был назначен 22 октября 1992 года.
Монастырь Высокие Дечаны под руководством епископа Артемия и игумена Феодосия вырос в крупнейший мужской монастырь Сербской православной церкви. В монастыре велась разнообразная деятельность: резьба по дереву, иконописание, производство свечей, издательская деятельность и т. д. Монастырские виноградники в Великой Хочи близ Ораховцем позволяли производить традиционное дечанское вино и ракию.
В это время резко обострились межнациональные отношения на Косово и Метохии, и началось открытое вооруженное столкновение. Игумен Феодосий старался, помимо регулярного богослужения и монашеской жизни, установить непосредственный контакт с верующим народом и помочь всем, кому была необходима помощь в эти тяжелые дни. Уже в середине 1998 года монастырь принял в своих стенах первых сербских беженцев, а после эскалации конфликта, начала военных действий и бомбардировок Сербии со стороны НАТО в начале 1999 года Дечанский монастырь организует активную гуманитарную помощь для мирных жителей. Игумен Феодосий и его монахи посещали местечко Дечаны и окрестные села, привозили еду и средства гигиены, не делая разницы между людьми по национальному признаку.
Одним из тяжелейших испытаний для игумена Феодосия, братии Дечанского монастыря и всей Рашко-Призренской епархии был мартовский погром 2004 года, когда в течение двух дней было подожжено 35 православных святынь и изгнано более 5 тысяч православных сербов. В связи с необходимостью активизации Церкви на этой территории Архиерейский Собор Сербской православной церкви, прошедший 10-19 мая 2004 года, принял решение об избрании игумена Феодосия, настоятеля монастыря Высокие Дечаны, титулярным епископом Липлянским (по древней епископии города Ульпиана или Юстиниана Секунда), викарием Рашко-Призренской епархии, с резиденцией в монастыре Высокие Дечаны.

### Епископское служение
20 июня 2004 года в Монастыре Высокие Дечаны хиротонисан во епископа Липлянского. Хиротонию совершили: епископ Рашско-Призренский Артемий (Радосавлевич), митрополит Черногорско-Приморский Амфилохий (Радович), митрополит Козанский Амвросий (Элладская православная церковь), митрополит Велешский Иоанн (Вранишковский), епископ Нишский Ириней (Гаврилович), епископ Зворничско-Тузланский Василий (Качавенда), епископ Будимский Лукиан (Пантелич), епископ Канадский Георгий (Джокич), епископ Бачский Ириней (Булович), епископ Средневропейский Константин (Джокич), епископ Враньский Пахомий (Гачич), епископ Шумадийский Иоанн (Младенович), епископ Будимлянско-Никшичский Иоанникий (Мичович), епископ Захумско-Герцеговачский Григорий (Дурич), епископ Егарский Порфирий (Перич), епископ Величский Иоаким (Йовческий) и епископ на покое Афанасий (Евтич).
В мае 2005 года решением Архиерейского Собора епископу Феодосию было поручено восстановление храмов и монастырей уничтоженных во время Мартовского погрома 2004 года.
18 ноября 2010 года решением Архиерейского собора Сербской православной церкви назначен управляющим Рашско-Призренской епархией.
Неоднократно бывал в России в составе различных делегаций. Православными сербскими ультраконсерваторами, сторонниками свергнутого Артемия (Радосавлевича), считается экуменистом несмотря на то, что не известно ни одного случая, когда сам епископ Феодосий называл себя экуменистом, или говорил о том, что сочувствует таковым.